# Elaeagnus hunanensis
Elaeagnus hunanensis — вид квіткових рослин з родини маслинкових (Elaeagnaceae). Поширення: Китай (провінція Хунань).